# Felipe Nasr

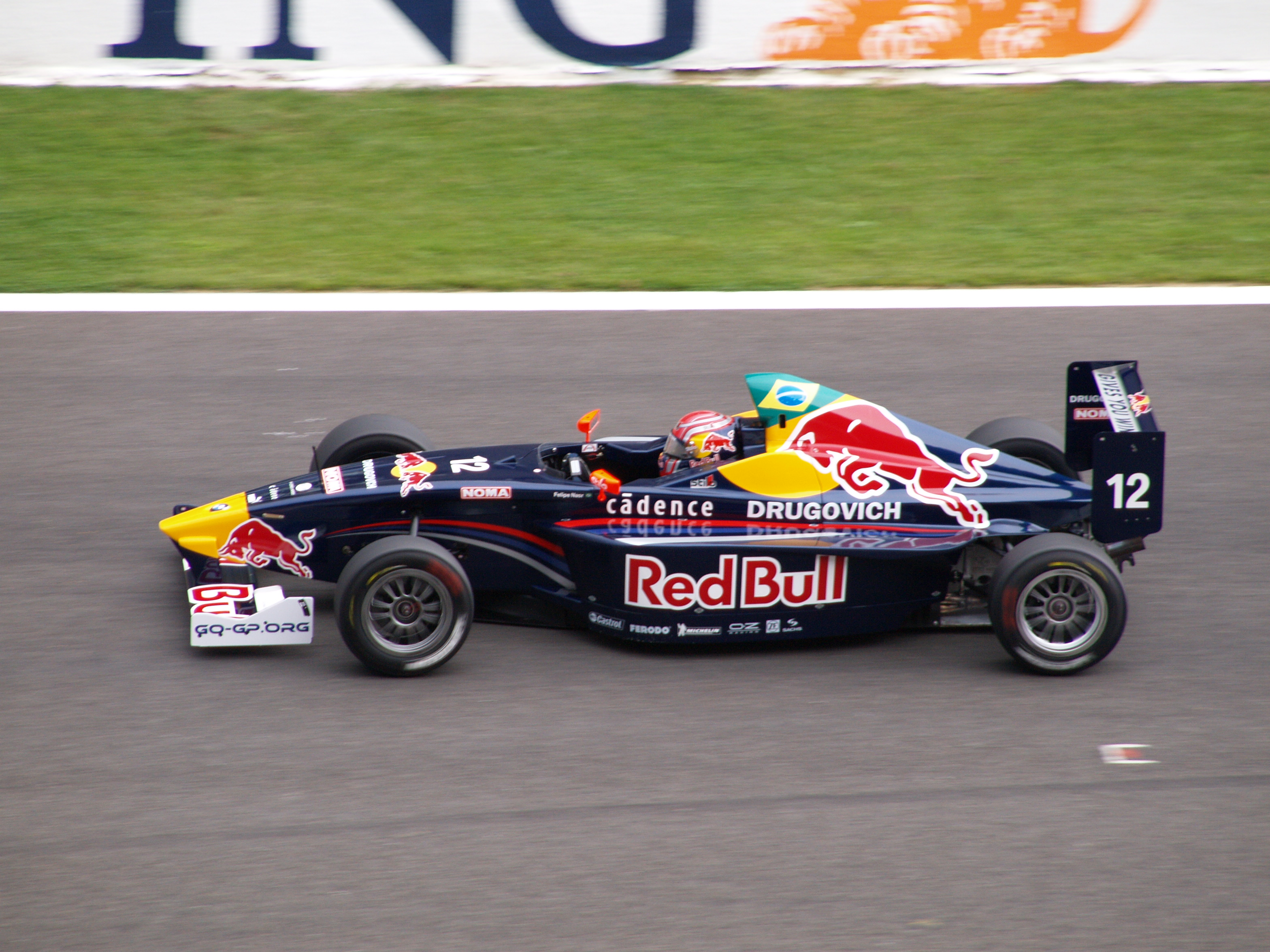
Nasr conduint un monoplaça de la Formula BMW Europa de l'any 2009.

Luiz Felipe d'Oliveira Nasr (Brasília, Districte Federal, 21 d'agost de 1992) és un pilot d'automobilisme de velocitat brasiler. Va ser campió de la Fórmula 3 Britànica del 2011, quart a les GP2 Sèries del 2013, i va aconseguir un tercer lloc absolut a les 24 Hores de Daytona del 2012.

## Carrera
Nasr va començar la seva carrera en el kàrting a Brasil quan tenia set anys. Entre 2000 i 2007 va guanyar diversos títols a Brasil. Nasr va fer el seu debut en monoplaces a la cursa final de la temporada 2008 de la Fórmula BMW Américana al circuit d'Interlagos, obtenint un podi a la segona màniga.
Nasr es va passar a la Fórmula BMW Europa l'any 2009 per correr amb l'equip EuroInternational. Va guanyar cinc carreres, i va aconseguir nou segons llocs i dos vuitens per coronar-se campió. Nasr va guanyar també les dues mànigues de la Formula BMW Pacífic que es va disputar al circuit de Singapur competint per a aquest equip.
L'any 2010, Nasr va competir a la Fórmula 3 Britànica amb l'equip Räikkönen Robertson Racing. Nasr va acabar la temporada 2010 de la Fórmula Tres Britànica en la 5a. posició amb una victòria i quatre podis, i va acabar en el lloc 11 en el Gran Premi de Macau de Formula 3. Nasr va signar amb Carlin Motorsport per a la temporada 2011, i va aconseguir emportar-se el títol de campió amb 7 victòries, 4 poles i 17 podis. També va disputar el Gran Premi de Macau de la Formula 3 on va acabar en la segona posició.
Nasr va debutar a les GP2 Sèries l'any 2012 amb l'equip DAMS, on va acabar dècim en el campionat amb 4 podis, un quart lloc, un cinquè, quatre sisens i un setè. També en aquest any Nasr va arribar tercer a les 24 Hores de Daytona amb el prototip Daytona Riley-Ford de l'equip de Mike Shank, i cinquè en la carrera de la F3 a Macau. L'any 2013 va romandre a la GP2 amb un equip nou, Carlin. Va millorar els seus resultats pel que fa a la temporada anterior, va aconseguir 6 podis, cinc quarts llocs, un cinquè i dos setens per acabar quart en el campionat. A més va tornar a disputar les 24 Hores de Daytona ara amb un Corvette DP d'Action Express, concloent vuitè en la carrera.
El 7 de febrer de 2014, es fa oficial el seu fitxatge com a pilot de proves de l'equip Williams per a la Temporada 2014 de Fórmula 1. Això li va donar l'oportunitat de pilotar el monoplaça en algunes sessions d'entrenaments lliures.
El 5 de novembre de 2014, es confirma la seva incorporació a Sauber per a la temporada 2015 juntament amb Marcus Ericsson.

## Resultats complets en Fórmula 1
(Carreres en negreta indiquen pole position) (Carreres en cursiva indiquen volta ràpida)
| Any  | Escuderia         | 1     | 2      | 3      | 4      | 5      | 6     | 7      | 8      | 9       | 10     | 11  | 12  | 13  | 14    | 15  | 16  | 17     | 18     | 19  | Posició | Punts |
| ---- | ----------------- | ----- | ------ | ------ | ------ | ------ | ----- | ------ | ------ | ------- | ------ | --- | --- | --- | ----- | --- | --- | ------ | ------ | --- | ------- | ----- |
| 2014 | Williams-Mercedes | AUS   | MYS    | BAH TD | CHN TD | ESP TD | MON   | CA     | AUT    | GBR     | GER    | HUN | BEL | ITA | SENSE | JPN | RUS | USA TD | BRA TD | ABU | -       | -     |
| 2015 | Sauber-Ferrari    | AUS 5 | MYS 12 | XIN 8  | BAH 12 | ESP 12 | MON 9 | CAN 16 | AUT 11 | GBR DNS | HUN 11 | BEL | ITA | SIN | JPN   | RUS | USA | MEX    | BRA    | ABU | 11º     | 12    |